# 三級方程式賽車

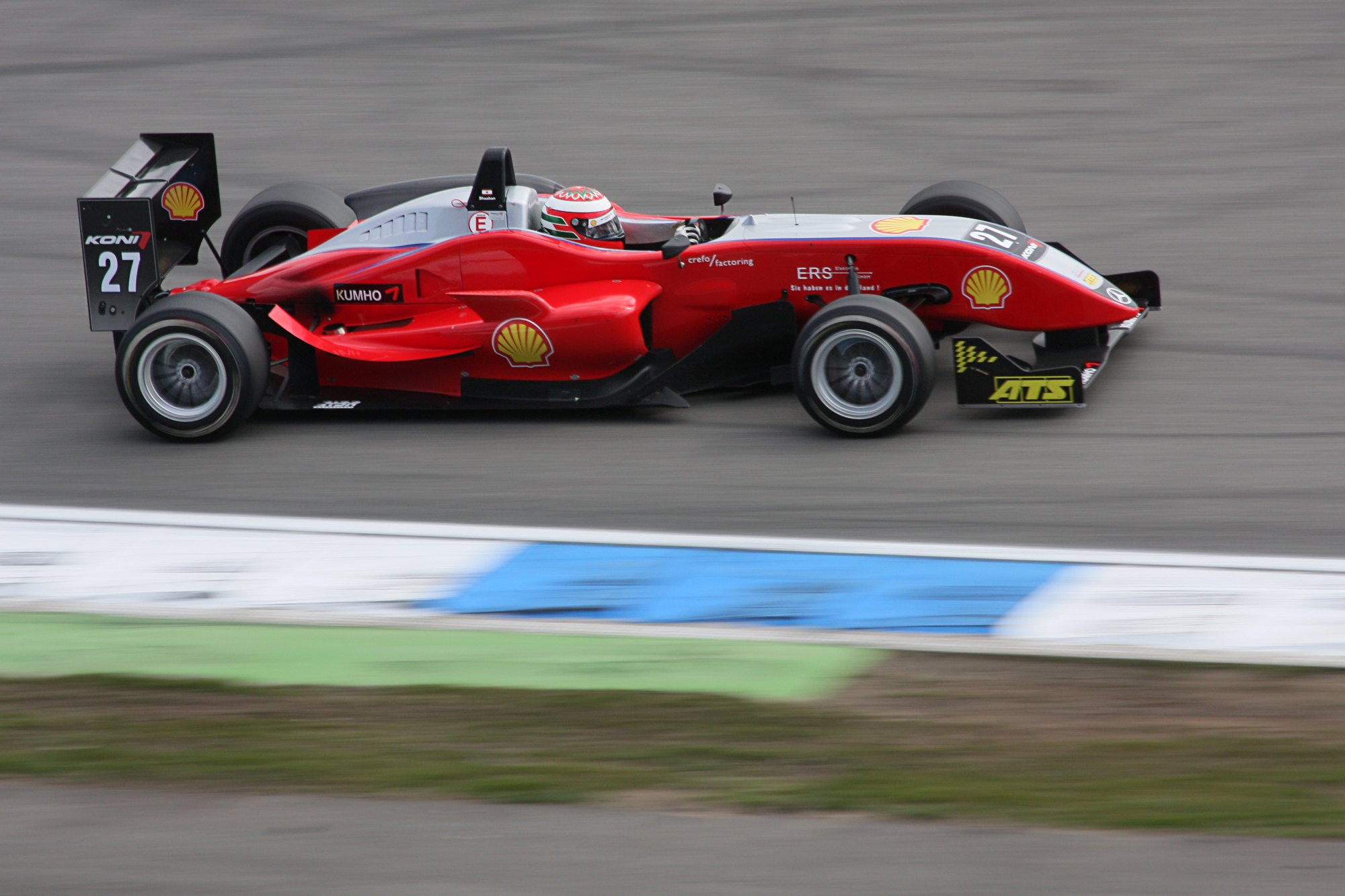

三級方程式賽車（Formula 3，簡稱F3）是高成本花費和高技術等級的單座位四輪方程式賽車比賽，賽事等級僅次於一級方程式賽車和GP2及GP3。三級方程式賽車的賽事由國際汽車聯盟（FIA）所舉辦，三級方程式可以指三級方程式（F3）和三級方程式等級的賽事。
許多一級方程式車手在進入一級方程式賽車前都曾參加三級方程式賽車，所以三級方程式賽車一向被視為培育一級方程式車手的搖籃，當中最著名的車手有冼拿、米高·舒麥加和米高·夏健倫等。

## 三級方程式賽車
三級方程式有類似一級方程式的賽車外形，是同一類型講求速度和專業的賽車。與一級方程式最大差別在於跑車的馬力大小，F1跑車可突破900匹馬力，而F3則是350匹。按照國際汽聯（FIA）的規則，三級方程式賽車使用的為無坑紋的賽車胎和擾流器。現時，達諾拉承辦了差不多全部三級方程式車隊的底盤生產業務，但萊立，法國的Mygale和SLC都有少量的底盤出產。
賽車的引擎則被限制在一個3.4公升，V6的四衝程自然吸氣引擎，而進氣口需配置一個直徑為26毫米的限制器。該引擎須來自一種量產而且合法在道路上行走的汽車，而且只能作有限度的改裝。現時，在澳門格蘭披治中參賽的車隊大部分使用福士、梅塞德斯、無限本田及豐田的引擎；而西班牙及意大利的錦標賽則統一使用飛雅特引擎；雷諾，三菱等的品牌也曾經有車隊使用。

## 著名賽事
- 国际汽车联合会三级方程式锦标赛
- 國際汽車聯合會三級方程式世界杯
- 亞洲三級方程式錦標賽（Asian Formular 3）
- 日本三級方程式錦標賽
- 三級方程式歐洲系列賽
- 英國三級方程式錦標賽
- 澳門格蘭披治三級方程式大賽